# Tortilia charadritis
Tortilia charadritis är en fjärilsart som beskrevs av Edward Meyrick 1924. Tortilia charadritis ingår i släktet Tortilia och familjen plattmalar. Inga underarter finns listade i Catalogue of Life.